# Cissus repens
Cissus repens là một loài thực vật hai lá mầm trong họ Nho. Loài này được Lam. miêu tả khoa học đầu tiên năm 1783.